# Hanne Hiob
Pour les articles homonymes, voir Hiob.
Hanne Hiob, née Hanne Marianne Brecht à Munich (Allemagne) le 12 mars 1923 et morte dans cette ville le 23 juin 2009, est une actrice allemande.

## Biographie
Hanne Hiob est la fille de l'écrivain Bertolt Brecht et de son épouse, la chanteuse d'opéra et actrice Marianne Zoff (1893-1984). En septembre 1928, Brecht et Zoff divorcent et Marianne Zoff épouse l'acteur Theo Lingen cette année-là.
Hanne grandit avec sa mère et son compagnon Theo Lingen. Celui-ci parvient à protéger de la persécution sa femme — classée demi-juive par le régime nazi — ainsi que Hanne.
Hanne Brecht étudie la danse à l'Opéra national de Vienne et travaille comme danseuse et actrice à Salzbourg, en Autriche. Elle joue notamment le rôle principal dans les pièces de son père Les Fusils de la mère Carrar et, en 1959, dans Sainte Jeanne des Abattoirs sous la direction de Gustaf Gründgens. Elle se produit à Munich, Hambourg, Francfort, Vienne et Berlin. Elle participe également à des films et à des pièces télévisées.
Elle prend sa retraite de la scène en 1976, mais reste active en faisant des lecture d'œuvres de Brecht et en participant à des projets de théâtre de rue tels qu'avec le Anachronistischer Zug (de).
Hanne Hiob meurt à Munich, à l'âge de 86 ans et son urne Hanne Job est enterrée le 21 juillet 2009 au pied de la tombe commune de son père et d'Helene Weigel au cimetière de Dorotheenstadt à Berlin-Mitte.

### Vie privée
Hanne Brecht a épousé en juillet 1948 le médecin berlinois Joachim Hiob,.

## Filmographie partielle

### Au cinéma
- 1941 : Madame la Lune (de) (Frau Luna) : jeune fille près de Vera à l'Apollo-Theater   (non créditée)
- 1981 : Regentropfen : Frau Silberstein
- 1983 : Die letzte Runde (de) : Willis Mutter  (non créditée)
- 1998 : Hundert Jahre Brecht d"Ottokar Runze : Hanne Hiob
- 1998 : Bertolt Brecht - Liebe, Revolution und andere gefährliche Sachen de Kaj Holmberg et Jutta Brückner :

## Distinctions
- 2003 : München leuchtet
- 2005 : Aachener Friedenspreis (de)

## Publications
- Hanne Hiob, Gerd Koller (éd.), Wir verreisen... in die Vernichtung; Briefe –, Aufbau Taschenbuch Verlag Berlin, 1998,  (ISBN 3-7466-1395-7)